# Brockenska sablast
Brockenska sablast je optička pojava u atmosferi. Kada je Sunce nisko i iza leđa promatraču, može se u planinama ili povišenim građevinama na gornjoj površini sloja magle ili oblaka vidjeti jako uvećana sjena promatrača. Pojava nastaje na isti način kao duga, lomom zrakâ svjetlosti na kapljicama vode. Naziv brockenska sablast je prema priči o velikoj ženi koja je protjerala ljude s gore Brocken u Njemačkoj. Ako se oko sjene vide i obojeni krugovi, riječ je o brockenskom spektru ili gloriji. Često se vide iz zrakoplova ili balona.

## Vanjske poveznice
|  | Zajednički poslužitelj ima još gradiva o temi Brockenska sablast |